# Teigführung
Teigführung beschreibt die Entwicklung eines Teiges vom Mischen der Zutaten bis zum Backen. Faktoren wie die Methode der Teigführung, Dauer der Gare, Temperatur, mechanische Einflüsse (beispielsweise beim Kneten und Wirken), Teigfestigkeit (Feuchtigkeitsgehalt) sowie Art und Menge der verwendeten Backtriebmittel beeinflussen Geschmack, Aussehen und Haltbarkeit des fertigen Produktes.

## Methoden

### Indirekte Teigführung
Bei der indirekten Teigführung werden ein oder mehrere Vorteige verwendet. Vorteige haben zwei Hauptfunktionen: Physikalische (hydrothermische) Vorteige ohne Backtriebmittel wie Brüh-, Quell- und Kochstücke dienen hauptsächlich der Quellung von Stärke und Eiweißen, Sauerteige und Vorteige mit Backhefe (Hefestück, Poolish) dienen der Fermentation bzw. Gärung. Eine indirekte Teigführung verbessert das Aroma der Backwaren. Sie führt bei Brot und Kleingebäck zu längerer Haltbarkeit und besseren Eigenschaften von Krume und Kruste.

### Direkte Teigführung
Bei der direkten Teigführung wird der Teig aus der gesamten Mehlmenge und allen übrigen Zutaten auf einmal gemischt. Sie erfordert weniger Arbeitszeit als die indirekte Teigführung und ist damit kostengünstiger. Auch das Herstellungsrisiko durch vorzeitig gealterte Teige ist geringer. Die direkte Teigführung bringt Nachteile bei der Ausbildung von Krume und Kruste und beim Aroma mit sich. Um diesen Nachteilen zu begegnen, setzt man den Teigen häufig Backmittel zu.

## Dauer
Man unterscheidet zwischen kurzen (meist direkten) und mittelfristigen bis langen Teigführungen. Die Dauer wird im Wesentlichen von den Gärzeiten bestimmt, die der jeweilige Teig benötigt. Sie liegt zwischen wenigen Minuten und mehreren Tagen. Bei langen Teigführungen findet die Gare zum Teil bei niedrigen Temperaturen statt. Extrem kurze Teigführungen (Schnellteigführung) werden durch größere Mengen an Hefe, hohe Temperaturen und intensives Kneten der Teige (mechanische Teigentwicklung) ermöglicht.